# Футбольная ассоциация Ганы
Футбо́льная ассоциа́ция Га́ны (англ. Ghana Football Association) — организация, осуществляющая контроль и управление футболом в Гане. Располагается в Аккре. АФГ основана в 1957 году, вступила в КАФ и ФИФА в 1958 году. В 1975 году стала членом-основателем Западноафриканского футбольного союза. Ассоциация организует деятельность и управляет национальными сборными по футболу (мужской, женской, молодёжными). Под эгидой ассоциации проводятся мужской и женский чемпионаты Ганы и многие другие соревнования.